# 관리종목
관리종목은 증권거래소가 유가증권 상장 규정에 의거 상장폐지 기준에 해당되는 종목 가운데, 특별히 지정한 종목을 말한다.
관리종목은 제2부 종목과 마찬가지로 신용거래 대상에서 제외되며, 대용증권으로도 활용할 수 없다. 그리고 매매방법도 별도의 제한을 받아 전장과 후장별로 매매 입회시간 범위 내에서 접수된 호가를 동시호가로 취급하며 가격 결정은 단일 가격에 의한 개별경쟁매매의 방식을 취한다.
관리종목 지정 사유가 반복되면 상장폐지될 수 있다.

## 지정 요건
- 형식적 요건: 1)분기/반기 사업보고서 미제출, 2)회계법인 감사 의견으로 '한정 의견'을 받은 경우 등
- 실질적 요건: 1)매출액 미달(연 30억원 미만), 2)자본잠식(자본잠식률 50% 이상, 자기자본 10억원 미만), 3)주식 분포 미달(소액주주 수 200인 미만, 소액주주 지분 20% 미만), 4)거래량 미달(분기 월평균 거래량이 유동 주식수의 1% 미만), 5)시가총액 미달(시가총액 40억원 미만이 30일간 지속), 6)최근 4개연도 연속 영업손실 등
- 기타 요건: 공시 의무 위반(2년간 불성실 공시를 한 법인으로 벌점 15점 이상)[2]